# Alexandre Gamba de Preydour
 (mai 2013).
Si vous disposez d'ouvrages ou d'articles de référence ou si vous connaissez des sites web de qualité traitant du thème abordé ici, merci de compléter l'article en donnant les références utiles à sa vérifiabilité et en les liant à la section « Notes et références ».
Alexandre Scipion Gamba, dit Alexandre Gamba de Preydour, né à Paris le 10 octobre 1846 et mort à Nice le 20 janvier 1933, est un peintre français.

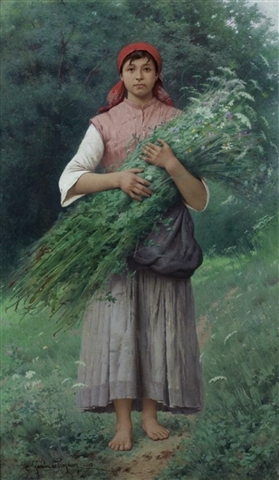
Jeune paysanne de la vallée d'Andorno (Piémont), œuvre non sourcée.

## Biographie
Alexandre Gamba est issu d'un milieu modeste et étudie d'abord le dessin en suivant les cours du soir dispensés par l'École des Frères de la Doctrine Chrétienne. En 1866, il est remarqué par Jean-Léon Gérôme lors d'un concours de dessin organisé par les écoles de la Ville de Paris, dont il obtient le premier prix. Il devient alors son élève et étudie dans l'atelier du maître jusqu'en 1870. De 1869 à 1919, il effectue une vingtaine d'envois au Salon sans jamais recevoir de prix ou de distinction. Pourtant, très tôt, de grandes galeries parisiennes comme Goupil ou Knodler lui passent commande d'œuvres de chevalet.
Il se marie en 1873 et c'est sans doute à cette époque qu'il ajoute « de Preydour » à son patronyme. Il s'installe alors à Nice, d'abord chez son beau-père, puis rue de la Paix après le décès prématuré de sa femme en 1875. Il déménagera à quatre reprises. Il se remarie en 1884 avec une jeune femme de la noblesse italienne.

## Œuvres
Gamba de Preydour se spécialise dans les natures mortes de fleurs, mais il peint également des scènes de genre et des portraits.
- Chartres, musée des Beaux-Arts : copie d’après Le Parnasse de Mantegna (Louvre), huile sur toile 160 × 192 cm, vers 1874 (inv. 2009.96.1)[3].